# Quichuana sylvicola
Quichuana sylvicola är en tvåvingeart som beskrevs av Frederick Knab 1913. Quichuana sylvicola ingår i släktet Quichuana och familjen blomflugor.
Artens utbredningsområde är Peru. Inga underarter finns listade i Catalogue of Life.